# Garokk
Garokk (también conocido como el Hombre Petrificado) es un personaje ficticio que aparece en los cómics publicados por Marvel Comics. 

## Historial de publicaciones
El personaje apareció por primera vez en Astonishing Tales vol. 1 #2 (noviembre de 1970) y fue creado por Roy Thomas y Jack Kirby.

## Biografía del personaje ficticio
Garokk originalmente era un marinero de Gran Bretaña, cuya nave la H.M.S. Drake se estrelló en las costas de la Antártida durante el siglo XV. El marinero fue arrastrado por la borda y llevado por una corriente caliente a la Tierra Salvaje. Vagando por la Tierra Salvaje, el marinero entró en las tierras del Pueblo del Sol, que adoraba al dios del sol Garokk. El marinero encontró una estatua de Garokk con una copa debajo de ella. Sediento, el marinero bebió de la copa, pero fue perseguido por el Pueblo del Sol. El marinero escapó y logró volver al Reino de Inglaterra, pero descubrió que se había vuelto inmortal después de beber la poción. Con el tiempo, el cuerpo del marinero se convirtió en una sustancia viva y orgánica similar a la piedra hasta que se vio idéntico a la estatua de Garokk. Casi cinco siglos después de que se fue, el marinero regresó a la Tierra Salvaje y descubrió que el Pueblo del Sol creía que su dios volvería y su suma sacerdotisa Zala libró una guerra como una forma de adoración a él. El marinero, ahora conocido como el Hombre Petrificado se encontró con Ka-Zar y le relató su historia a Ka-Zar. El Hombre Petrificado se alió con Ka-Zar y viajó con él a la Tierra Salvaje para evitar que sus adoradores libraran una guerra allí. El Hombre Petrificado obtuvo poderes energéticos, y se transformó en energía pura. El Hombre Petrificado logró detener a Zala y su pueblo disolviendo sus armas y, a continuación, volvió a su forma física. Sin embargo, el Hombre Petrificado se volvió loco y creía ser Garokk mismo. Garokk trató de destruir toda la vida en la Tierra para traer la paz, y él y Ka-Zar se enfrentaron entre sí. Por las instrucciones de Zala, Ka-Zar lo atrajo dentro de una piscina subterránea que convirtió a Garokk en humano y mortal de nuevo. Su edad lo alcanzó rápidamente y murió poco después. Mientras moría de vejez extrema, recobró la cordura y luego su cadáver se convirtió en cenizas.
Zala más tarde capturó a un aventurero llamado Kirk Marston y mágicamente resucitó a Garokk en el cuerpo de Kirk Marston utilizando las cenizas del Hombre Petrificado antes difunto. El cuerpo de Marston se transformó rápidamente en un duplicado de Garokk. Con Zaladane, Garokk trató de unir a las tribus de la Tierra Salvaje al obligarlos a levantar una ciudad colosal para ellos. Garokk y Zala lucharon contra la Patrulla X y Ka-Zar; Garokk fue derrotado por Cíclope y cayó en el eje termal de la ciudad. La Patrulla X creyeron que Garokk había muerto. El enemigo de la Patrulla, Magneto encontró más tarde a Garokk, que se había transformado: era más grande y la mitad de su cuerpo se había convertido en cristal, mientras que la otra mitad se hizo como roca fundida, y su inteligencia estaba embotada. Magneto obligó a Garokk a servir como el guardián de su base antártica. En este papel, él luchó contra la mutante Tormenta, pero volvió a caer en un pozo profundo.
Una vez más Garokk sobrevivió y regresó a su tamaño y apariencia normales. Cuando la Tierra Salvaje fue destruida por el extraterrestre Terminus, Terminus fue derrotado por los Vengadores, su armadura se rompió y el propio Terminus fue dejado para morir, pero resultó que este Terminus era un impostor. Garokk encontró una armadura de Terminus y bajo control mental (presumiblemente por el verdadero Terminus) entró en ella y comenzó a destruir el resto de la Tierra Salvaje. La Patrulla X combatió este "Terminus" y destruyó la armadura para revelar a Garokk. Garokk recuperó su voluntad y, junto con una máquina hecha por el Alto Evolucionador, restauró el ambiente tropical de la Tierra Salvaje. Este proceso infundió la esencia de Garokk a la tierra, haciendo que deje de existir como una entidad individual.
Garokk regresó años más tarde como un enemigo de Ka-Zar, pero Ka-Zar lo derrotó
Garokk apareció más tarde en la Tierra Salvaje, observando como el Alto Evolucionador tomó una serie de niños cebra recientemente mutados. Luego llevó a los Vengadores a la base oculta del Alto Evolucionador.

## Poderes y habilidades
Un humano es transformado en una manifestación de Garokk por los efectos mutagénicos del líquido de la piscina subterránea ardiente en la Tierra Salvaje. La piel de Garokk y mucho, tal vez todo, su tejido corporal se transforman en sustancias pétreas orgánicas, dándole piel gris que se parece como una roca y "petrificada" en apariencia. Tiene resistencia sobrehumana y su cuerpo petrificado también le hace difícil de dañar. Garokk tiene la habilidad de proyectar una enorme cantidad de calor, luz y fuerza conmocionante por sus ojos. Él puede aprovechar otras fuentes de energía para reponer sus propios poderes. Garokk tiene la habilidad de crear deformaciones dimensionales con la energía proyectada desde sus ojos, y es capaz de transportar a toda una ciudad a través de uno de estos portales dimensionales. Él tiene la habilidad de cambiar su tamaño y transformarse en un ser de energía pura, y luego de vuelta a su forma física similar a la piedra a voluntad[cita requerida]. Garokk también puede manipular la materia en una escala subatómica; podía reorganizar el tejido mismo de la Tierra Salvaje. Tiene una habilidad telepática limitada que le permite aprender de las actividades de sus fieles a través de sus sueños, a través de su conexión mental entre sus seguidores.
Garokk es inmortal; no envejece e incluso cuando se destruye su cuerpo, puede ser devuelto a la vida. La inmersión en la piscina, que le dio sus poderes causará que Garokk se revierta a su forma humana. Puede ser obligado mágicamente por Zaladane a responder a su llamada o de lo contrario sufrir dolor intenso.

## Otras versiones

### 2099: World of Tomorrow
Garokk aparece debajo de la Tierra Salvaje durante la serie 2099: World of Tomorrow, que terminó la impresión de la Tierra 928 de Marvel 2099. Mlle. Extraño, la nueva Hechicera Suprema, combate a Garokk, que traslada su forma petrificada a su cuerpo, volviendo a ser de carne y hueso y reclamando el título de Hechicero Supremo. La serie fue cancelada y la trama no se resolvió.

## En otros medios

### Televisión
- Garokk apareció en el episodio de dos partes de X-Men "Tierra salvaje, corazón extraño". Una vez fue una amenaza para la Tierra Salvaje, hasta que fue derrotado por el Alto Evolucionador y fue encarcelado en la Tierra. Trabajó con Zaladane en un esfuerzo por ser libres de nuevo, manipulando a Sauron para que hipnotizase a Tormenta para que sus poderes se desataran con toda su fuerza, devolviéndole su poder a Garokk.

### Videojuegos
- Garokk aparece en X-Men Legends II: Rise of Apocalypse con al voz de Dwight Schultz. La Patrulla X lo encuentran buscando a Destino en la Tierra Salvaje. Con la ayuda de Mística, la Patrulla X lo derrotaron. Luego es visto en una celda de estasis en Avalon, donde afirma que Mikhail Rasputin lo contrató para cazar a Destino a cambio de convertirse en gobernante de la Tierra Salvaje.